# HD 83332
HD 83332 (HR 3830) — одиночна зоря помаранчевого відтінку в південному сузір'ї Насос. Має видиму зоряну величину 5,68, що робить його слабо видимою неозброєним оком, якщо дивитися в ідеальних умовах. Зоря лежить на відстані 285 світлових років від Землі, виходячи з річного зміщення паралакса, але віддаляється з радіальною швидкістю 30.
HD 83332 класифікується як K0 III — еволюційний гігант, оскільки зоряні моделі відносять зорю до гілки червоних гігантів. Маса зорі — 1,6 маси Сонця, радіус — 10.6 радіуса Сонця, вік — 2,7 мільярда років. Він випромінює зі своєї збільшеної фотосфери в 52,7 раза більшу за світність Сонця при ефективній температурі 4610 К. HD 83332 має 112 % сонячної металічності.